# Свято-Николаевский собор (Брест)
Свя́то-Никола́евский гарнизо́нный собо́р — православный храм в городе Бресте, на территории Брестской крепости. Принадлежит к Брестской епархии Белорусского экзархата Русской православной церкви. Собор представляет собой памятник архитектуры неовизантийского стиля и является одним из наиболее ярких примеров заимствований из византийского зодчества на территории Беларуси.
Собор был построен в 1856—1879 годах (по другим сведениям, в 1851—1876 годах) по проекту академика архитектуры Давида Гримма. Впоследствии храм неоднократно посещался российскими императорами, от Александра II до Николая II. После присоединения Бреста к Польше в XX веке собор был переделан в католический храм по проекту архитектора Юлиана Лисецкого, претерпев значительные изменения в области фасада. Во время Великой Отечественной войны храм сильно пострадал, и в 1972 году была произведена его консервация с включением в мемориальный комплекс «Брестская крепость-герой». Уже в 1991 году состоялось первое послевоенное богослужение, а в 1994 году храм вернули верующим. Началась его реставрация, завершившаяся лишь в 2005 году; до сих пор ведутся работы по внутренней отделке собора.

## История

### Российская империя
На месте собора в средневековом Бресте стоял костёл августинцев. Когда была основана крепость, военнослужащим собственного церковного здания предоставлено не было; выход был найден во временном использовании в церковных нуждах помещения в здании бывшего базилианского монастыря.
По мнению составителей энциклопедического справочника «Брест» и исследователей Кулагина А. Н. и Аникина В. И., возведение кирпичного храма, являвшегося архитектурно-композиционным центром Цитадели (Центрального укрепления) и построенного на самом высоком месте на предоставленные правительством средства, относится к 1856—1879 годам. Автором проекта является архитектор профессор Давид Гримм. В качестве лиц, внёсших пожертвования, выступили офицеры брестского гарнизона и военное духовенство: всего было собрано 30 000 золотых червонцев. Военно-инженерное ведомство же выдало на строительство 139 976 рублей.

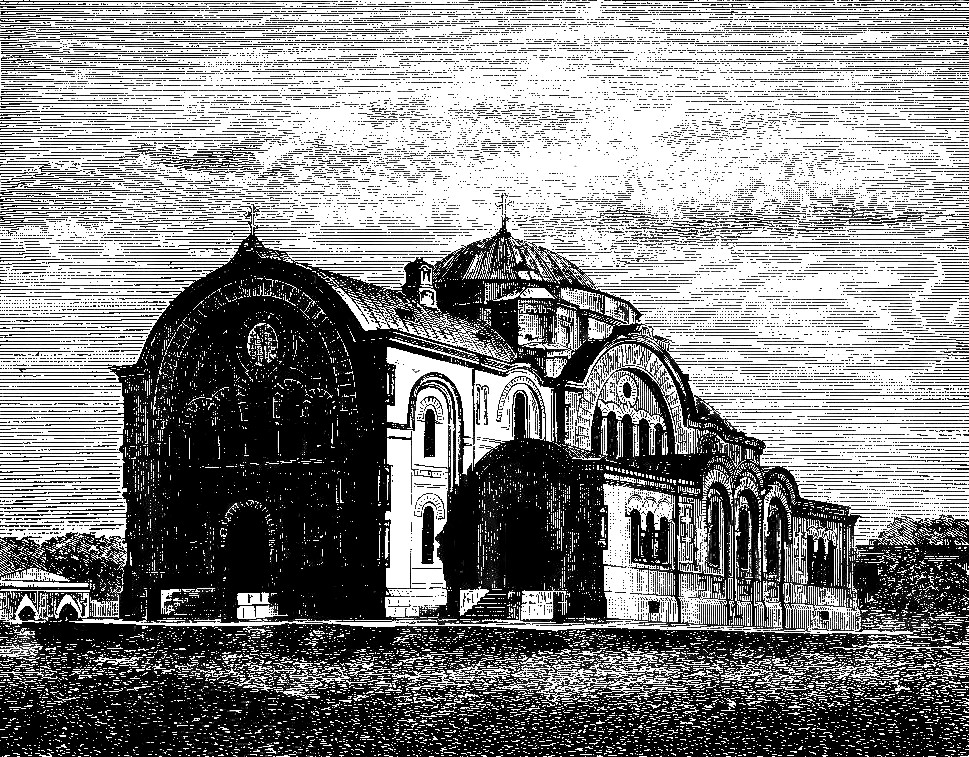
Брестский Никольский гарнизонный собор в 1877 году

По другой версии, изложенной Цитовичем Г. А. и журналом «Нива», до окончания постройки собора в Брестской крепости для богослужений использовалась лишь госпитальная, и то весьма небольшая, церковь. Закладка же новой постоянной церкви состоялась в 1851 году, и как результат к концу 1850-х годов пятиглавый храм вчерне был почти готов. Однако уже в 1860-х годах потребовалась переделка его цоколя, после завершения которой его накрыли временной крышей (по некоторым данным, из-за первоначальной высоты пятиглавого храма, которая не соответствовала оборонительным целям, в середине 1860-х годов храм вообще разобрали). Новая переделка цоколя относится уже к 1872 году, но из-за многочисленных трещин, явившихся результатом несоразмерной тяжести сводов, его разобрали. Вслед за этим в июле 1874 года последовало возведение новой церкви. 1 сентября 1876 года храм был завершён строительством.
Строителем выступил военный инженер капитан Л. М. Иванов (по другим данным, Л. И. Иванов). Для всех работ, связанных с внутренней отделкой храма и живописными работами, были привлечены члены незадолго до того возникшего в Петербурге «Общества взаимного вспомоществования русских художников». Сумма всей отделки, определённая договорённостями между Обществом и инженерным начальством, которое не взяло даже положенных залогов, составила 48 000 рублей. В 1906 году состоялась роспись храма в романском стиле, и затем он был назначен главным воинским храмом Варшавского военного округа.
Освящение храма, представлявшего собой копию константинопольского храма Святой Софии, в торжественной обстановке 21 августа 1877 года, при всём крепостном гарнизоне, было проведено Преосвященным Ианнуарием, епископом Брестским. Первоначально в церкви был лишь один престол. Вплоть до 12 июня 1890 года собор относился к Литовскому епархиальному ведомству, после чего был отдан в ведомство протопресвитера военного и морского духовенства. При соборе действовали две школы. Обеспеченность собора ризницею и утварью оценивалась в XIX веке как достаточная. Согласно одной из версий, для отопления собора использовались камины. Сам храм был расположен в роскошном сквере.

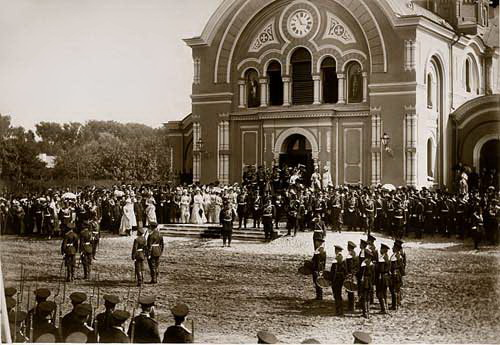
Праздник Бородинского полка. Император Александр III в Брестской крепости. 1886 год

По штату в состав духовенства собора должны были входить протоиерей (настоятель), два священника, диакон и псаломщик, которым всем предоставлялись казённые квартиры. В число первых настоятелей храма входил один из известных законоучителей Бреста протоиерей Константин Макавельский. К 1886 году относится визит в церковь российского императора Александра III, его наследника цесаревича Николая II и кронпринца Вильгельма. В целом визиты в собор нанесли все российские императоры начиная с Александра II. Во время Первой мировой войны, в 1915 году, колокола собора вывезли в Россию.

### Польский и советский периоды
К 1919 году относится переделка храма под гарнизонный костёл св. Казимира (по другим данным, Св. Троицы или св. Кристофа); автором проекта выступил архитектор Юлиан Лисецкий. В результате усилий ксёндза А. Матейкевича в 1928 году состоялась повторная реконструкция и перестройка храма под католическое богослужение. Итогом переделок стала утрата церковью своего православного характера: по выражению исследователя А. Н. Кулагина, храм «облачился» в фасад. Теперь он стал напоминать уничтоженный костёл августинцев, располагавшийся неподалёку и представлявший собой трёхнефную объёмную композицию, над двускатной крышей которой размещалась сигнатурка (небольшая башенка), с плоскостным фасадом с фигурным ярусным щитом. Правый алтарь получил название алтаря Матери Божией Королевы Короны Польской. Настоятелем костёла был назначен шеф-полковник Антоний Матейкевич, впоследствии ставший Генеральным деканом Войска Польского.
В сентябре 1939 года, во время обороны крепости от немецких войск, апсида храма пострадала от разорвавшейся бомбы. Затем, после включения Бреста в состав СССР, храм использовали в 1939—1941 годах как гарнизонный клуб (84-го стрелкового полка Красной армии). 22 июня 1941 года штурмовой отряд немцев, прорвавшись через Тереспольские ворота, сумел проникнуть в Цитадель, захватив при этом здание клуба и столовую комначсостава. Благодаря контратаке под руководством полкового комиссара Е. М. Фомина захватчиков удалось отбросить к захваченным зданиям. Та часть противника, которая оборонялась в клубе, была уничтожена к концу второго дня войны. Далее же здание собора приходилось то оставлять, то снова захватывать. В Цитадели клуб стал одним из последних мест, которые были захвачены противником. О начале войны напоминает сохранившаяся внутри надпись: «Нас было трое москвичей — Иванов, Степанчиков, Жунтяев, которые обороняли эту церковь, и мы дали клятву: умрём, но не уйдём отсюда. Июль 1941». Вслед за этим последовало разрушение в годы Великой Отечественной войны, когда собор пострадал от пуль, осколков снарядов и бомб. По воспоминаниям коменданта Брест-Литовска генерала пехоты Вальтера фон Унру, в конце августа 1941 года крепость посетили лично А. Гитлер и Б. Муссолини: им, среди прочего, «была показана церковь, которая была обставлена как русский кинотеатр и пришла в упадок».
После войны подвал храма, находившегося в серьёзно разрушенном состоянии, стал местом хранения квашений Горпищеторга. К 1972 году относятся наружная консервация здания храма и включение его в мемориальный комплекс «Брестская крепость-герой».

### Современность
22 июня 1991 года в храме впервые за послевоенное время провели торжественное богослужение — заупокойную литию по погибшим. После возвращения в 1994 году православным храм был отреставрирован (к 2005 году) по старым чертежам и документам, но до сих пор ведутся работы по обновлению изнутри. К осени 1995 года относится начало богослужений. В 1996 году была проведена первая Божественная литургия в отреставрированном храме. Внешне собору вернули его облик, он был украшен золотым куполом с Георгиевским крестом; последний установили и освятили 22 мая 1999 года. Бронзовый колокол, поднятый на звонницу 18 июня 2001 года, считается одним из крупнейших отлитых в Беларуси за последнее столетие. В зимнее время богослужения отправлялись в нижнем храме.

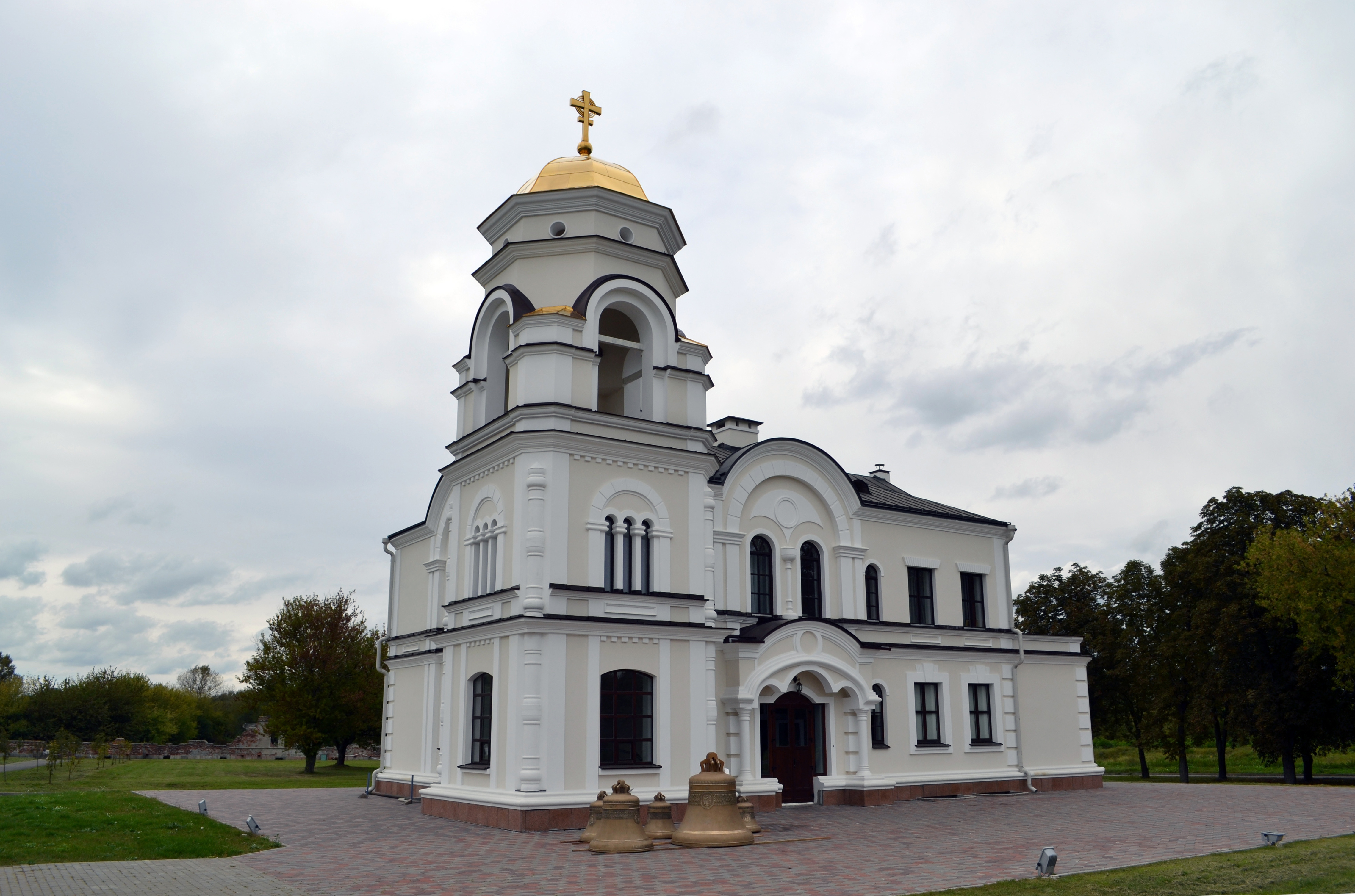
Звонница церковно-приходского дома

24 июля 2001 года (по другим данным, 24 июня 2001 года) в связи со 150-летием основания собора состоялся визит в него президента Республики Беларусь Александра Лукашенко и Святейшего Патриарха Московского и всея Руси Алексия II (это был его второй визит в церковь; первый состоялся в 1995 году, когда Патриарх совершил в соборе заупокойную службу). Именно последний освятил храм. Когда пришло время 60-летия победы в Великой Отечественной войне, Святейшим Патриархом Московским и всея Руси Алексием II был издан указ под № 1 о награждении собора орденом Святого благоверного князя-полководца Димитрия Донского II степени. Кроме того, в разные годы храм посещали президент Украины Леонид Кучма, президенты России Борис Ельцин, Владимир Путин, Дмитрий Медведев и ряд министров стран ближнего и дальнего зарубежья. В 2004 году (по другим данным, в декабре 2003 года) правительство Украины подарило собору колокола, освящённые затем митрополитом Минским и Слуцким Филаретом. Всего колоколов, вес которых варьировался от 7 до 350 кг, было семь, и на больших из них были нанесены надписи «В память защитников Отечества. Леонид Кучма». Президент Кучма пообещал привезти колокола во время одного из визитов в Беларусь, их сделали на Ново-Волынской фабрике колоколов. В 2004 году в храме установили семиярусное паникадило с 12 иконами и 104 свечами. 12 мая 2008 года к 400-летию Константина Острожского слева от основного входа в собор был установлен восьмиконечный православный крест 1,5 высотой.
11 августа 2012 года епископом Брестским и Кобринским Иоанном был освящён нижний храм в честь мученика Иоанна Воина. В 2012 году года были освящены 10 новых колоколов (весом от 10 кг до 2 т), поднятых на звонницу храма. В марте 2013 года московскими художниками-реставраторами, членами Студии военных художников имени М. Б. Грекова, были произведены замеры в соборе в целях восстановления росписей. 7 мая того же года храм был награждён памятным нагрудным знаком «За мужество и любовь к Отечеству 1941—1945». К 74-й годовщине начала Великой Отечественной войны, а именно ночи на 22 июня 2015 года, был приурочен визит Святейшего Патриарха Московского и всея Руси Кирилла в мемориальный комплекс «Брестская крепость-герой». Во время него Патриарх совершил в соборе заупокойную литию «в память о защитниках Брестской крепости и всех павших в Великой Отечественной войне».
В область обязанностей священнослужителей храма входит окормление воинских частей Брестского гарнизона, пограничных застав, батальона Внутренних войск, силовых структур. Именно у стен собора проводятся в торжественной обстановке присяги новобранцев, сопровождаемые их молитвенным наставлением и освящением святой водой.
В соборе действует и нижний храм в честь мученика Иоанна Воина. При соборе был возведён приходской дом, в котором находятся колокольня, крестильня, библиотека, читальный зал и воскресная школа, и действуют молодёжное православное Братство в честь святителя Спиридона, епископа Тримифунтского, и сестричество милосердия в честь блаженной Валентины Минской. Существует также и православная школа для взрослых, а с 2004 года — хор, участвующий в разных фестивалях.

## Архитектура
Собор представляет собой памятник неовизантийского стиля и является одним из наиболее ярких примеров заимствований из византийского зодчества. По мнению специалистов, в храме проявилось «прямое новаторское обращение к византийской традиции и археологическое изучение раннехристианских памятников стран средиземноморского бассейна» представителями петербургской архитектурной школы XIX века.
| Интерьер в 1877 году | 1915 год | Интерьер в польский период | Польский период |

Ввиду размещения храма на территории оборонительного объекта была невозможна его высотная трактовка. Итогом стал приземистый характер этой трёхнефной базилики, имеющей ступенчатую композицию. Перекрытием данной композиции служат покатые цилиндрические крыши. Составными частями композиции являются прямоугольный в плане основной объём и примыкающая к нему по продольной оси полукруглая апсида. Завершением основного объёма служит мощный, но низкий полусферический (полуциркульный) купол на 16-гранном барабане. До наступления советской власти храм венчал Георгиевский крест.

План собора 1870 года

Главный фасад имеет вид полукруглой арки с двумя ярусами. Для выделения первого яруса использован арочный входной портал, для второго — пятипролётная аркатура с размещёнными над ней часами-курантами. Аналогичную трактовку применили и для торцов боковых приделов. Архитектурная композиция храма имеет горизонтальное развитие, что призваны были подчеркнуть арочные оконные проёмы боковых фасадов, состоящие из трёх или пяти частей и разграниченные колоннами (однако были и одиночные оконные проёмы). Для углов храма применили креповку колоннами в три яруса. Для обогащения креповки массивных объёмов храма использованы закомары, аркатура, кресты-ниши, зубчатые фризы, карнизы на сухариках и т. д.; капители колонн декорированы. В интерьере храма использованы мощные аркады, разделяющие нефы (первоначально было 8 колонн). Перекрытием последним служат цилиндрические своды. На основании этих данных некоторые исследования видят главную идею автора как состоящую в том, чтобы представить храм впечатляющим не по своей внешней форме и монументальности, а по богатству и роскоши архитектурно-художественного оформления, в первую очередь интерьера.

## Святыни

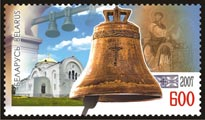
Свято-Николаевский собор на белорусской почтовой марке 2007 года

В соборе до прихода советской власти хранилась и почиталась икона святителя Митрофана Воронежского. 3 июня 1840 года она была привезена в Брестскую крепость инженер-майором Михаилом Евреиновым во исполнение повеления императора Николая I. Это событие призвано было отметить память доставки водным путём из Бобруйской крепости в Брест первых снарядов (1144 бомб, 2000 гранат и 3000 ядер).
Самой ценной святыней для собора остаётся икона с частичкой мощей храмового святого Николая Чудотворца, подаренная храму президентом А. Г. Лукашенко (частица мощей была вложена позднее). В соборе хранятся также образы святого великомученика Пантелеимона с частичкой его мощей, святой блаженной Матроны Московской с частицей её мощей и святых преподобных Иова и Амфилохия Почаевских с частицами их мощей. Кроме частицы Животворящего Креста Господня, объектом почитания в соборе являются частицы мощей апостола Андрея Первозванного, Григория Чудотворца, Нифонта Цареградского, митрополита Тобольского и всея Сибири Иоанна, священномученика Кукши в Дальних пещерах, диакона Киево-Печерского священномученика Лукиана, священномученика Харлампия, Никомидийских мучеников, мученика Александра, преподобных Сергия Послушливого, Дионисия Печерского, Алипия Печерского, Пимена Печерского, Вениамина Печерского, Исаакия Далматского, Евфросинии Полоцкой, Арсения Трудолюбивого, Акилы Диакона, Моисея Чудотворца, святой Параскевы, святых Космы и Домиана.

## Священнослужители
Первым настоятелем стал протоиерей Константин Васильевич Макавельский, который начал свою деятельность в соборе 4 апреля 1878 года. Перед этим, 7 февраля 1878 года, в храм был назначен иерей Александр Афанасьевич Шкопель. После смерти Макавельского в ноябре 1880 года настоятелем 9 декабря 1880 года стал священник Матвей Кузьмич Лободовский, который при назначении получил звание протоиерея. 19 января 1881 года в соборе начал служить протоиерей Константин Павлович Филаретов, а 9 августа того же года — диакон Емельян Иосифович Петрович, преподававший к тому же Закон Божий в учебной комнате крепости. В 1905 году упоминаются настоятель протоиерей Феоктист Максимович Брижовский и иерей Александр Афанасьевич Афанасьев, а в 1913 году — диакон Михаил Лукашевич.
С момента возобновления богослужений настоятелем собора являлся Игорь Умец. Благодаря его стараниям и работе с архивами военного ведомства в Санкт-Петербурге внешнему облику собора удалось придать первоначальный вид. После его кончины в апреле 2011 года настоятелем храма стал протоиерей Николай Кудалсевич. 15 ноября 2015 года по окончании Божественной литургии благочинный Брестского района протоиерей Владимир Корнелюк довёл до сведения прихожан, что по благословению Преосвященного Иоанна, епископа Брестского и Кобринского, новым настоятелем собора стал иерей Виталий Хоновец. В число прочих священнослужителей входят иерей Игорь Защук, иерей Андрей Дулько (ключарь), диакон Михаил Масло.

## Комментарии
1. ↑  По другим данным, имя архитектора было Г. Гримм (Брест: энциклопедический справочник / Редкол. И. П. Шамякин (гл. ред.) и др. — Минск: БелСЭ, 1987. — С. 110. — ISBN 5-85700-015-7.; Абрамаў У. А., Ходцава Т. М. Брэсцкая крэпасць // Энцыклапедыя гісторыі Беларусі / рэдкал.: Б. І. Сачанка (галоўны рэд.) і інш. — Минск: БелЭн, 1994. — Т. 2. Беліцк—Гімн. — С. 95. — 537 с. — ISBN 5-85700-142-0.) или Д. Тримм (Гісторыя беларускага мастацтва / Рэдкал.: С. В. Марцэлеў (гал. рэд.) і інш.; Рэд. тома Л. М. Дробаў, П. А. Карнач. — Минск: Навука і тэхніка, 1989. — Т. 3: Канец XVIII — пач. XX ст.. — С. 177. — 448 с. — ISBN 5-343-00319-2.).
2. ↑  После постройки собора эту Александро-Невскую церковь, освящённую в 1845 году, приписали к новому храму. См.: Цитович Г. А. Храмы армии и флота. — Пятигорск, 1913. — С. 237—238.; Брест-Литовск. Regiment.ru. Дата обращения: 1 декабря 2015. Архивировано 30 мая 2012 года..
3. ↑  По другим данным, перестройка по проекту Юлиана Лисецкого состоялась в 1924—1929 годах. См.: Свято-Николаевский гарнизонный храм — Мемориальный комплекс «Брестская крепость-герой». Мемориальный комплекс «Брестская крепость-герой». Дата обращения: 1 декабря 2015. Архивировано 30 декабря 2015 года..
4. ↑  По мнению других исследователей, утяжелённый вид, который вызван сплющенностью непосредственного объёма, выразившейся в полуциркульном сплющенном куполе и формах выгнутых поверхностей крыши. См.: Гісторыя беларускага мастацтва / Рэдкал.: С. В. Марцэлеў (гал. рэд.) і інш.; Рэд. тома Л. М. Дробаў, П. А. Карнач. — Минск: Навука і тэхніка, 1989. — Т. 3: Канец XVIII — пач. XX ст.. — С. 177. — 448 с. — ISBN 5-343-00319-2..
5. ↑  По мнению других исследователей, это трёхчастный храм с одной полуциркульной апсидой, и его конструкционная схема носит выразительный и простой характер. См.: Гісторыя беларускага мастацтва / Рэдкал.: С. В. Марцэлеў (гал. рэд.) і інш.; Рэд. тома Л. М. Дробаў, П. А. Карнач. — Минск: Навука і тэхніка, 1989. — Т. 3: Канец XVIII — пач. XX ст.. — С. 177. — 448 с. — ISBN 5-343-00319-2..
6. ↑  Всего окон было 21: по семь в алтарной части и с обеих сторон. См.: Свято-Николаевский гарнизонный храм — Мемориальный комплекс «Брестская крепость-герой». Мемориальный комплекс «Брестская крепость-герой». Дата обращения: 1 декабря 2015. Архивировано 30 декабря 2015 года..